# Garanti Koza WTA Tournament of Champions 2014
Il Garanti Koza WTA Tournament of Champions 2014 è stato un torneo di tennis giocato sul cemento indoor. È stata la 6ª edizione dell'evento precedentemente chiamato Commonwealth Bank Tournament of Champions, che fa parte della categoria International nell'ambito del WTA Tour 2014. Il torneo si è giocato a Sofia in Bulgaria all'Armeets Arena tra il 28 ottobre e il 2 novembre 2014.

## Format del torneo
Il torneo è composto da 8 giocatrici (di cui due wild card) divise in due gruppi con la formula del round robin. Vi partecipano le giocatrici che hanno vinto almeno un torneo WTA International con il ranking più elevato e che non sono state impegnate a Singapore.

## Qualificate
| WTA Ranking al 21 ottobre 2014 |                      |         |              |
| Testa di serie                 | Giocatrice           | Ranking | Vittorie     |
| 1                              | Ekaterina Makarova   | 11      | Pattaya City |
| 2                              | Dominika Cibulková   | 12      | Acapulco     |
| 3                              | Flavia Pennetta      | 15      | Wildcard     |
| 4                              | Andrea Petković      | 17      | Bad Gastein  |
| 5                              | Carla Suárez Navarro | 18      | Oeiras       |
| 6                              | Alizé Cornet         | 20      | Katowice     |
| 7                              | Garbiñe Muguruza     | 23      | Hobart       |
| 8                              | Cvetana Pironkova    | 41      | Wildcard     |

## Testa a testa
|   |                      | Makarova | Cibulková | Pennetta | Petković | Suárez | Cornet | Muguruza | Pironkova | Generale |
| 1 | Ekaterina Makarova   |          | 0–3       | 0–4      | 4–1      | 3–2    | 0–0    | 2–1      | 0–1       | 9–12     |
| 2 | Dominika Cibulková   | 3–0      |           | 1–5      | 1–2      | 1–0    | 3–0    | 0–2      | 6–1       | 15–10    |
| 3 | Flavia Pennetta      | 4–0      | 5–1       |          | 2-2      | 3–2    | 4–0    | 0–1      | 3–0       | 21–6     |
| 4 | Andrea Petković      | 1–4      | 2–1       | 2–2      |          | 2–1    | 1–4    | 1–0      | 0–1       | 9-13     |
| 5 | Carla Suárez Navarro | 2–3      | 0–1       | 2–3      | 1–2      |        | 2–3    | 0–0      | 3–0       | 10–12    |
| 6 | Alizé Cornet         | 0–0      | 0–3       | 0–4      | 4–1      | 3–2    |        | 0–1      | 0–2       | 7–13     |
| 7 | Garbiñe Muguruza     | 1–2      | 2–0       | 1–0      | 0–1      | 0–0    | 1–0    |          | 1–2       | 6–5      |
| 8 | Cvetana Pironkova    | 1–0      | 1–6       | 0–3      | 1–0      | 0–3    | 2–0    | 2–1      |           | 7–13     |

## Punti e montepremi
Il montepremi del Garanti Koza WTA Tournament of Champions 2014 ammonta a 750,000 $.
| Turno                    | Montepremi | Punti    |
| ------------------------ | ---------- | -------- |
| Campionessa              | +190,000 $ | RR + 195 |
| Finalista                | +65,000 $  | RR +75   |
| Semifinaliste            | +10,000 $  | RR       |
| Round Robin (3 vittorie) | 80,000 $   | 180      |
| Round Robin (2 vittorie) | 65,000 $   | 145      |
| Round Robin (1 vittoria) | 50,000 $   | 110      |
| Round Robin (0 vittorie) | 35,000 $   | 75       |
| Alternate                | 7,500 $    | -        |

## Campionessa
Andrea Petković ha sconfitto in finale  Flavia Pennetta per 1-6, 6-4, 6-3.
- È il quinto titolo in carriera per la Petković, il terzo del 2014.